# Saulteaux
Cet article concerne le peuple saulteaux. Pour la langue saulteaux, voir Saulteaux (langue).

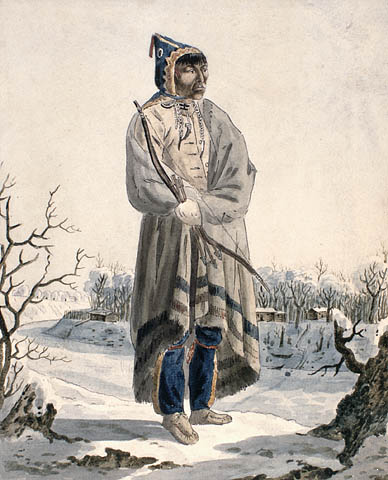
Saulteau dans un décor hivernal.

Les Nakawēk, appelés historiquement par les européens Saulteaux, Sauteurs ou Sauteux sont les membres d'une tribu amérindienne d'Amérique du Nord, plus particulièrement dans les provinces canadiennes de l'Ontario, du Manitoba et de la Saskatchewan.

## Histoire
Ils font partie de la nation des Ojibwés ou Anichinabés et sont quelques fois appelés Ojibwés des plaines. Ils se nomment eux-mêmes Nakawēk (Nacaouèques). Leur langage est un dialecte de l'algonquin, mais aujourd'hui la plupart parlent anglais. Le terme de Saulteaux dérive lui-même du français, de l'ancien nom de Sault-Sainte-Marie, « Sault de Gaston », de saltus, bond, saut, ici chute de la rivière voir Grand-Sault, et Gaston, 3e fils d'Henri IV et frère de Louis XIII. 
La langue des "sauteux" fut, notamment étudiée par l'abbé Joseph Pierre Blaise Aubert (1814-1890), originaire de Digne et d'Auzet (Basses-Alpes, France), père oblat du sanctuaire Notre-Dame de Lumière (Vaucluse, France) et qui fut curé de la cathédrale de Saint-Boniface en 1845 puis vicaire général du diocèse de la Rivière rouge. Tout en évangélisant, l'abbé Aubert, rédigea sous forme manuscrite, le premier dictionnaire de la langue des "sauteux".
De par leur location géographique, les Saulteaux étaient surtout chasseurs-cueilleurs plutôt qu'agriculteurs. Ils étaient à l'origine implantés autour du lac Supérieur et du lac Winnipeg principalement dans les régions de Sault-Sainte-Marie et du nord Michigan. Les colons, du Canada britannique, et Américains les ont progressivement repoussés à l'ouest vers le Manitoba et la Saskatchewan avec également une communauté en Colombie-Britannique.  Aujourd'hui la plupart vivent dans la région d'Interlake au sud du Manitoba et en Saskatchewan. Les Saulteaux possédant des terres qui convenaient peu aux cultures des Européens, ils ont pu en conserver la plus grande partie. 
Les Saulteaux se nomment eux-mêmes Nakawē. Pour leurs voisins les Cris des Plaines, ils sont les Nahkawiyiniw qui a la même étymologie.